# 玖城凪
玖城凪（日语：玖城ナギ）是日本作家。

## 經歷
玖城凪在2017年以獲得第30屆Fantasia大賞的「大賞」，隔年1月以《金錢在敗者手中流轉》為題經KADOKAWA出版小說第一卷。該小說是玖城凪的出道作品。

## 作品
KADOKAWA《富士見Fantasia文庫》
- 《金錢在敗者手中流轉》（2018年1月－）
- （2021年12月－）

## 外部連結
玖城凪的X（前Twitter）